# منصور اسانلو
منصور اُسانلو (اسالو) (۴ اسفند ۱۳۳۸ در تهران) از رهبران سابق سندیکای کارگران شرکت واحد اتوبوسرانی تهران و حومه (شرکت واحد) و فعال سندیکالیست ایرانی که بارها به دلیل مبارزات کارگری و تلاش برای احقاق حقوق کارگران شرکت واحد و اتوبوسرانی در زندان‌های نظام جمهوری اسلامی زندانی شده‌است.

## زندگی
در ۴ اسفند ۱۳۳۸ در تهران متولد شد. وی رهبر سابق سندیکای کارگران شرکت واحد اتوبوسرانی تهران و حومه (شرکت واحد) است که در پی مبارزات کارگری و برای احیای حقوق کارگران بارها توسط دستگاه امنیتی جمهوری اسلامی ایران تحت بازجویی قرار گرفته‌است.
اسانلو کماکان بر حق قانونی داشتن اتحادیه‌ای مستقل و غیردولتی به صورت کاملاً قانونی اصرار می‌ورزد.
ابتدا او را در دی ۱۳۸۴ و در پی اعتراضات کارگری دستگیر و به مدت ۸ ماه بازداشت کردند. در مدت این ۸ ماه چیزی حدود ۳ ماه آن را در انفرادی سپری کرد.
وی در مرداد ۱۳۸۵ با قید وثیقه سنگین آزاد شد ولی بعد از آزادی تا ماه‌ها بعد تحت کنترل قرار داشت تا اینکه مجدداً در ۲۸ آبان ۱۳۸۵ در خیابان و در حالی که با ابراهیم مددی نایب رئیس هیئت مدیره سندیکای شرکت واحد به ادارهٔ کار می‌رفتند تا به وضعیت کارگران اخراجی رسیدگی کنند مورد ضرب و شتم قرار گرفت و ربوده شد. و بعد اعلام کردند که اوسانلو در زندان اوین به سر می‌برد. اسانلو یک‌ماه بعد از این تاریخ مجدداً با قید کفالت آزاد شد.
منصور اسانلو در این مدت، به همراه میلاد درویش (عضو پیشین کانون صنفی معلمان) خبرنامه پیک واحد را پایه‌گذاری می‌کند که بعد از دو شماره به پیام سندیکا تغییر نام می‌دهد که درویش سردبیری اش را بر عهده می‌گیرد. نشریه پیام سندیکا، ماهنامه داخلی سندیکاهای مستقل کارگری ایران بود که به‌طور خودجوش و بدون مجوز در بین کارگران دست به دست می‌شد. انتشار این نشریه خبری تا دستگیری سردبیرش ادامه داشت.
بعد از این اتفاق‌ها اسانلو دیگر چهره‌ای شناخته شده در سطح ایران و جهان و در مجامع کارگری بود و فشارهای وارده بر او و سندیکای تحت رهبری او اعتراض گسترده‌ای را در سطح ایران و جهان دربرداشت و بر همین اساس سندیکای اتوبوسرانی شرکت واحد به عضویت رسمی و دائمی اتحادیه بین‌المللی کارگران حمل و نقل (ITF) و تحت حمایت سازمان بین‌المللی کار (ILO) قرار گرفت و در پی این عضویت از اسانلو به عنوان نماینده سندیکای اتوبوسرانی ایران برای شرکت در اجلاس سالیانه ITF (اتحادیه بین‌الملل کارگران حمل و نقل) که در لندن و در تابستان سال ۱۳۸۶ (۲۰۰۷) برگزار شد دعوت به عمل آمد.
اسانلو در این اجلاس شرکت و ضمن ابراز نقطه نظرهای سازنده در ارتباط با وضعیت کارگران اتوبوسرانی ایران و وضعیت معیشتی آنان، مسائلی را پیرامون حل مشکلات کارگران ایران بیان کرد.
دو هفته پس از بازگشت از اجلاس لندن، مأموران امنیتی ایران برای بار سوم او را در خیابان و در حالی که به منزل خود بازمی‌گشت مورد ضرب و شتم قرار داده و ربودند تا فصل دیگری را در زندان اوین تهران بگذراند.

## بازداشت و زندان
او در سال ۱۳۸۶ از سوی دادگاه انقلاب اسلامی به ۵ سال زندان محکوم شد.
منصور اسانلو در ۲ بهمن ۱۳۹۱ از ریاست سندیکای شرکت واحد برکنار شد.

### اعتراضات بین‌المللی
در پی دستگیری اسانلو اتحادیه‌های کارگری و نهادهای بین‌المللی به دستگیری او اعتراض کردنند و اسانلو تبدیل به نماد مبارزات کارگری در ایران و جهان شده‌است.
- کنفدراسیون جهانی کارکنان و کارگران حمل و نقل. این کنفدراسیون در سراسر جهان ۵ میلیون عضو دارد. ۶۸۱ اتحادیه کارگری از ۱۴۸ کشور جهان عضو آن هستند.
- دیوید کرافت دبیرکل کنفدراسیون جهانی کارکنان و کارگران حمل و نقل و گای رایدر، دبیرکل اتحادیه بین‌المللی سندیکاهای کارگری جهان، نامه مشترکی به رئیس‌جمهور ایران نوشته و درخواست کردنند به وضعیت اسانلو رسیدگی شود.
- آنجلیکا بر، رئیس نمایندگی ایران در پارلمان اروپا نیز در نامه‌ای به سفیر ایران در بروکسل از دستگیری منصور اسانلو انتقاد کرده‌است.
- در روزنامهٔ اعتماد ملی مورخ ۲۶ تیر ۱۳۸۶ آمده‌است: «بنابر گزارش سایت <آی‌تی‌اف>، کالتوم باکاره دبیر روابط بین‌الملل اتحادیه عمومی کارگران راه‌آهن تونس، ناصر یونس دبیرکل اتحادیه عمومی کارگران حمل و نقل فلسطین، خالد زیود دبیرکل اتحادیه عمومی پتروشیمی اردن، محمد شاهاتا رئیس اتحادیه حمل و نقل هوایی مصر، عادل الصبحی رئیس اتحادیه ماریتام مصر، جورج ئی ترکیه هماهنگ‌کننده بین‌المللی سازمان کارمندان کابین هواپیمای لبنان، جبران ابوحیدر از اتحادیه حمل و نقل هوایی لبنان، عبدل‌حمید دراجی دبیرکل اتحادیه راه‌آهن الجزیره، محمد صاردی دبیرکل فدراسیون ملی حمل و نقل مراکش و سعید الهاری از اتحادیه بنادر مراکش نیز با انتشار بیانیه‌هایی خواستار آزادی اسانلو شدند. علاوه بر این سازمان عفو بین‌الملل نیز در گزارش اخیر خود به بازداشت منصور اسانلو انتقاد کرده‌است.»[۱۱]
- توسط فدراسیون جهانی کارگران حمل و نقل روز ۶ مارس ۲۰۰۸ میلادی (۱۶ اسفند ۱۳۸۶)، روز جهانی راه‌آهن، به عنوان روز «اقدام جهانی در همبستگی با منصور اسانلو» اعلام شد.[۱]

## برکناری از سندیکای کارگران شرکت واحد اتوبوسرانی تهران و حومه
در تاریخ ۲ بهمن ۱۳۹۱، سندیکای کارگران شرکت واحد اتوبوسرانی تهران و حومه تحت فشارهای امنیتی برای حذف این چهره سندیکالیست، طی اطلاعیه‌ای که خطاب به فدراسیون جهانی کارگران حمل و نقل (ITF) صادر شد، منصور اسانلو را به علت «انجام تخلفات متعدد» و همچنین «عدم پایبندی به تعهدات خود و نادیده گرفتن هشدارها و اعتراضات درونی سندیکا» از ریاست هیئت مدیره برکنار کرده و اعلام داشت که منصور اسانلو «از این تاریخ هیچگونه سمت و مسئولیتی در این سندیکا ندارد». اطلاعیه مذکور همچنین خواستار «قطع همه ارتباطات، همکاری‌ها و حمایتها» از اسانلو شده و یادآور شد که آن سندیکا «هیچ نماینده و سخنگویی در خارج از کشور ندارد».